# Champagnac-le-Vieux
Champagnac-le-Vieux är en kommun i departementet Haute-Loire i regionen Auvergne-Rhône-Alpes i centrala Frankrike. Kommunen ligger i kantonen Auzon som tillhör arrondissementet Brioude. År 2022 hade Champagnac-le-Vieux 183 invånare.

## Befolkningsutveckling
Antalet invånare i kommunen Champagnac-le-Vieux
| Referens: INSEE |